# Grove Street Cemetery
Le Grove Street Cemetery ou Grove Street Burial Ground  à New Haven dans le Connecticut est un cimetière proche du campus de l'Université Yale. Il est consacré en 1796 en tant que New Haven Burying Ground et incorporé en octobre 1797 pour remplacer le cimetière surpeuplé situé sur le New Haven Green. Il doit à sa proximité avec l'Université, qu'un grand nombre d'hommes et de femmes remarquables y aient élu leur dernière demeure, comme l'un des pères fondateurs des États-Unis Roger Sherman, le théologien Jedidiah Morse, l'éditeur Jeremiah Evarts, le mathématicien Elias Loomis, l'astronome Ida Barney ou encore le monument commémorant la disparition du jazzman Glenn Miller.

## Liste de personnalités enterrées dans le cimetière

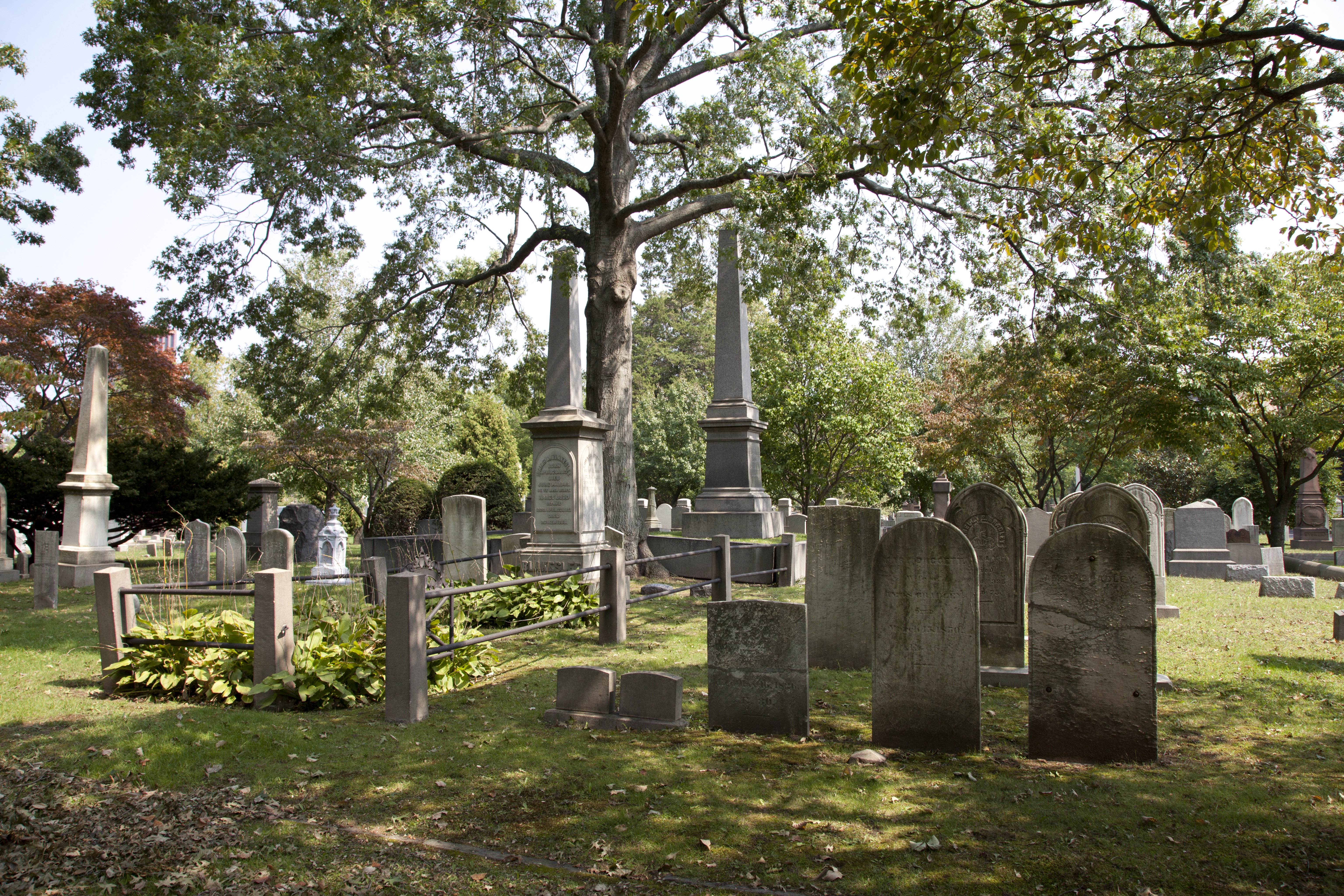
Caveau familial de 1848–1850

- James Rowland Angell (1869–1949), président de l'université Yale ;
- Kan'ichi Asakawa (1873–1948), historien ;
- Jehudi Ashmun (1794–1828), religieux, et réformateur social, agent de l'African Colonization Society ;
- Hezekiah Augur (1791–1858), graveur sur bois, sculpteur et inventeur ;
- Henry Austin (1804–1891), architecte, concepteur du portique d'accès au cimetière, la bibliothèque du universitaire de Yale (devenue le Dwight Hall), et plusieurs hôtels particuliers d'Hillhouse Avenue ;
- Delia Bacon (1811–1859), à l'origine de la thèse proposant Francis Bacon comme auteur des pièces attribuées à Shakespeare ;
- Leonard Bacon (1802–1881), pasteur et abolitionniste ;
- Charles Montague Bakewell (1867–1957), politicien ;
- Roger Sherman Baldwin (1793–1863), gouverneur du Connecticut ;
- Simeon Baldwin (1761–1851), maire de New Haven ;
- Simeon Eben Baldwin (1840–1927), gouverneur du Connecticut ;
- Ida Barney (1886-1982), femme astronome américaine ;
- John Bassett (1652–1714), capitaine du trainband ; représentant à la Général Court (legislature) de la Colonie du Connecticut ;
- Lyman Beecher (1775–1865), abolitionniste, père de Harriet Beecher Stowe et Henry Ward Beecher ;
- Nathan Beers (1763–1861), trésorier des troupes du Connecticut de la Révolution Américaine ;
- Hiram Bingham I (1789–1863), missionnaire hawaïen et pasteur ;
- James Bishop (d. 1691), Secrétaire, puis Lieutenant-gouverneur et Deputy-gouverneur de la juridiction de New Haven ;
- Eli Whitney Blake (1795–1886), fabricant et inventeur du concasseur. Son frère, Philos, inventa le tire-bouchon ;
- William Whiting Boardman (1794–1871), politicien ;
- Edward Gaylord Bourne (1860–1908), historien et pédagogue. Dirigeant de l'American Historical Association ;
- Phineas Bradley (1745–1797), Captaine, commandant de l'artillerie défensive de New Haven, le 5 juillet 1779 ;
- William Henry Brewer (1828–1910), scientifique ; Participa au financement de l'École de foresterie de Yale ; cofondateur de la liste Agricultural Experiment Station avec S. W. Johnson ;

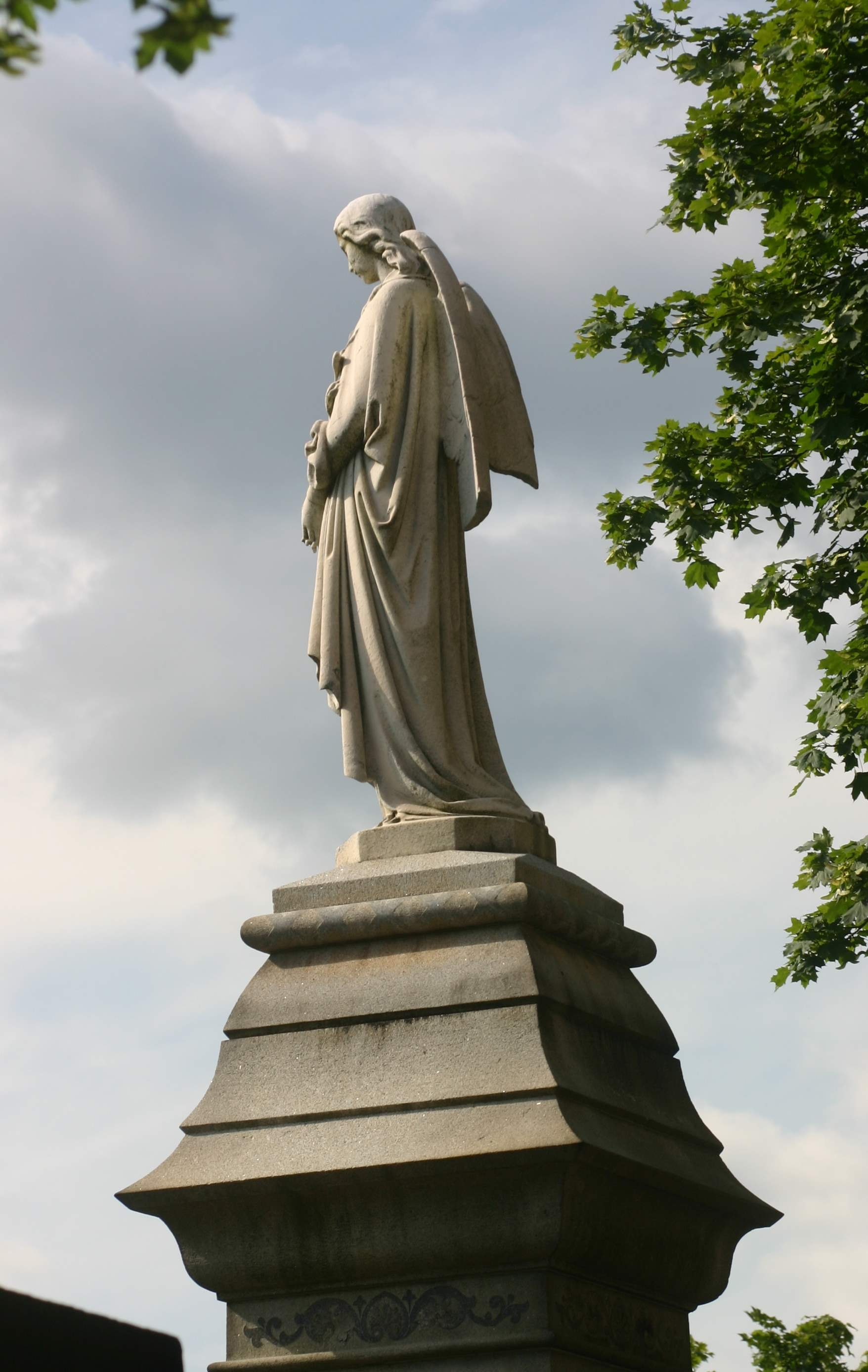

- James Brewster (1788–1866), industriel et promoteur de chemins de fer ;
- Kingman Brewster, Jr. (1919–1988), Président de l'université Yale ;
- William Bristol (1779–1836), maire de New Haven ;
- Walter Camp, entraîneur de football américain, connu comme le "Père du Football  américain" ;
- Leverett Candee (1795–1863), industriel. Premier utilisateur pratique de la vulcanisation des gommes de Goodyear ;
- Arthur E. Case (1894–1946), professeur et écrivain ;
- Jedediah Chapman (d. 1863), Officer de l'Armée de l'Union lors de la Guerre de Sécession, tué à la bataille de Gettysburg ;
- Thomas Clap (1703–1767), recteur et Président de l'Université Yale ;
- David Daggett (1764–1851),  ;
- Napthali Daggett (1727–1780), pasteur, président pro tempore de l'université Yale.
- George Edward Day (1814–1905),
- Jeremiah Day (1773–1868), Président de l'université Yale.
- Amos Doolittle (1754–1832),
- Timothy Dwight IV (1752–1817), Président de l'université Yale.
- Timothy Dwight V (1829–1916), Président de l'université Yale.
- Amos Beebe Eaton (1806–1877),

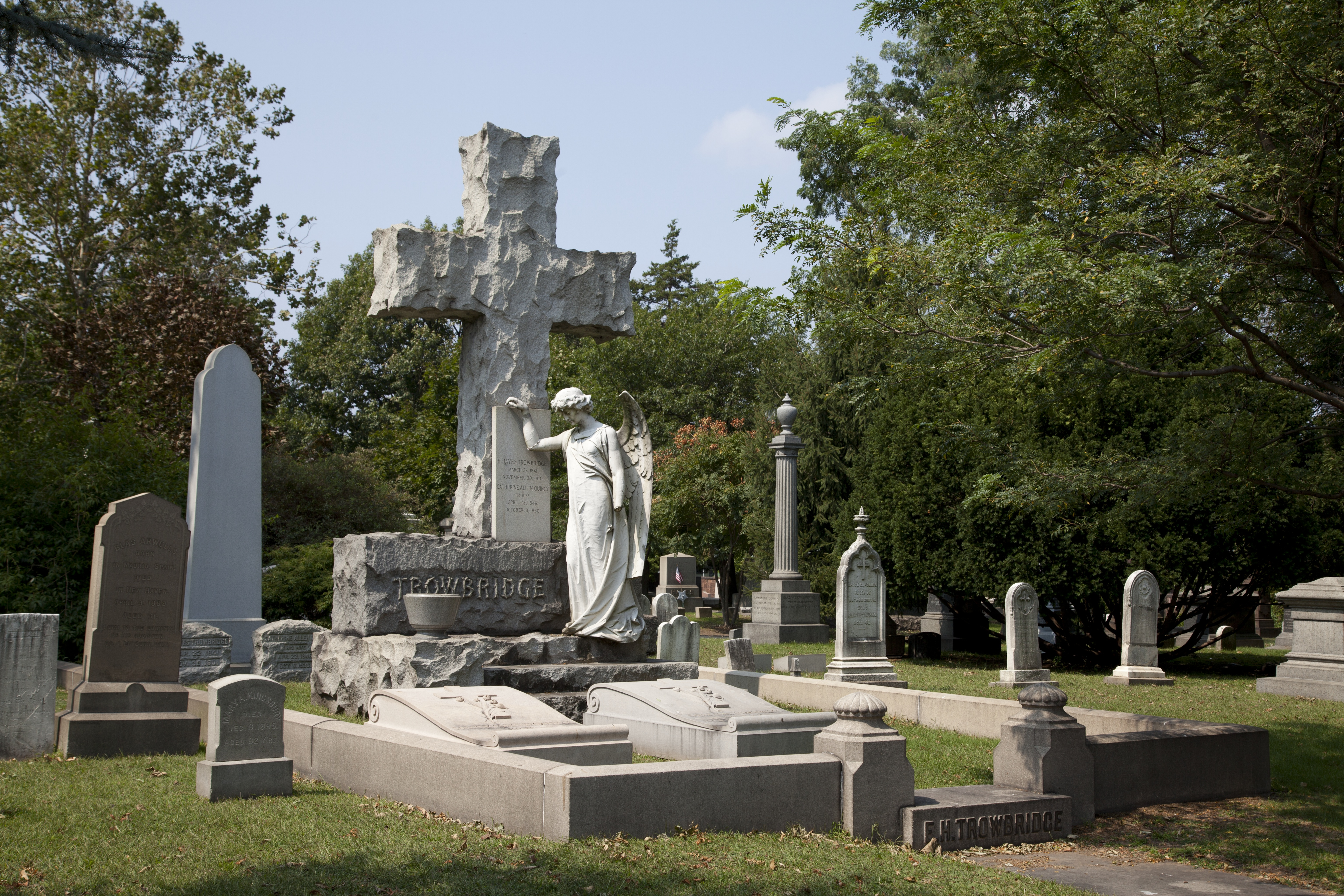
Pierres tombales d'E. H. et Grace Allen Quincy Trowbridge

- Theophilus Eaton (1590–1657), un des fondateurs et premier gouverneur de New Haven ;
- Henry W. Edwards (1779–1847), représentant, puis sénateur US, et gouverneur du Connecticut ;
- Pierpont Edwards (1750–1826), délégué au Congrès Continental ;
- Jeremiah Evarts (1781-1831), universitaire, auteur et missionnaire. Éditeur de ‘’Panoplist’’ et du ‘’Missionary Herald’’ ;
- Henry Farnham (1836–1917), important commerçant et philanthrope de  New Haven ;
- George Park Fisher (1827–1902), historien et théologien :
- Andrew Hull Foote (1806–1863), officier naval qui mit fin à la ration de rhum dans la Navy ;
- A. Bartlett Giamatti (1938–1989), officiel du baseball, Président de l'université Yale
- Josiah Willard Gibbs, Sr. (1790–1861), professeur à  la Yale Divinity School  la remière à parler de avec les mutins de l'Amistad ;
- Willard Gibbs (1839–1903), scientifique, le "Père de la thermodynamique" ;

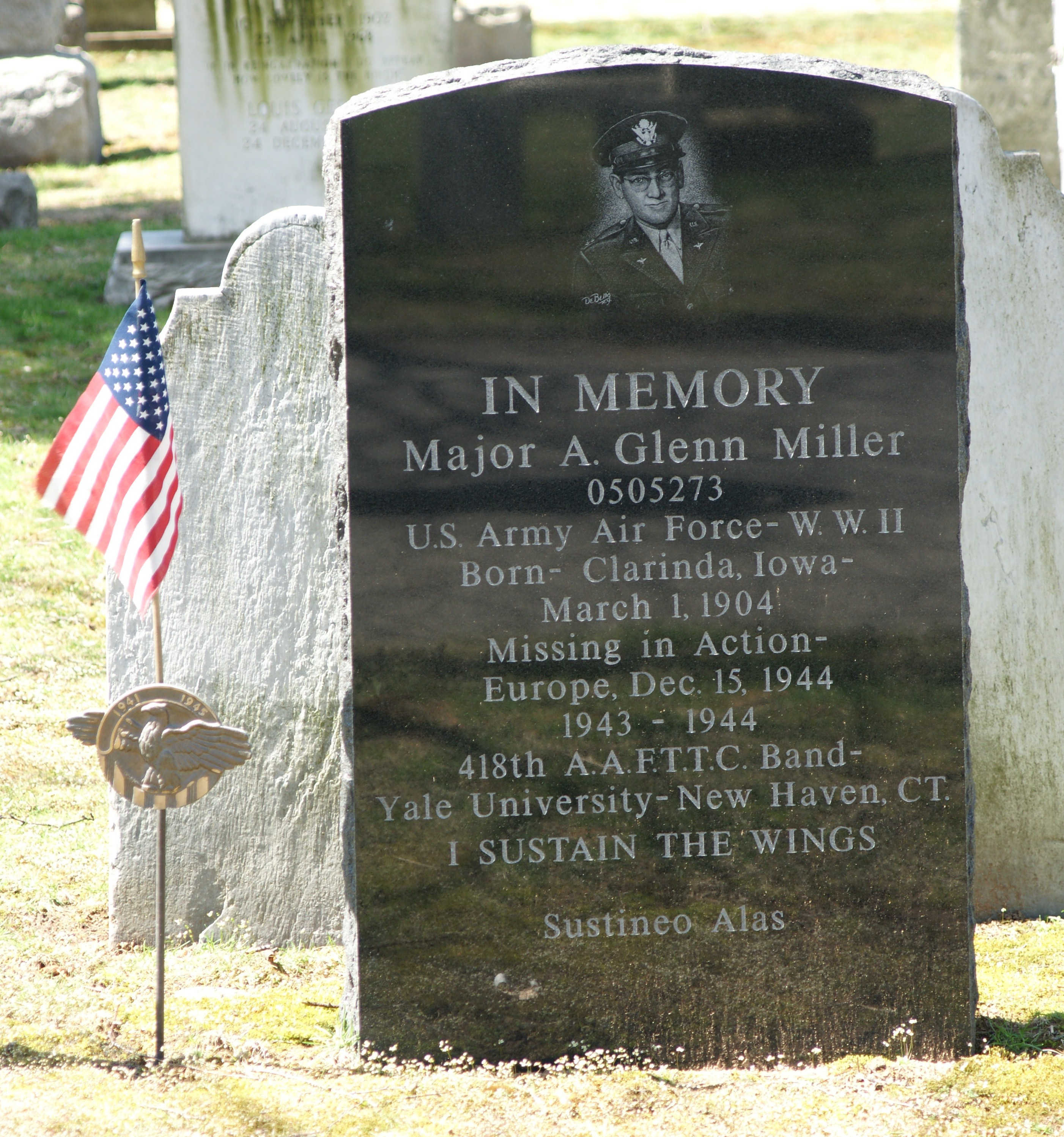

- Chauncey Goodrich (1790–1860), professeur d'homélie et charge pastorale à Yale ;
- Elizur Goodrich (1761–1849), maire de New Haven ;
- Charles Goodyear (1800–1860), inventeur de la vulcanisation du caoutchouc ;
- Alfred Whitney Griswold (1906–1963), Président de l'université Yale ;
- Arthur Twining Hadley (1857–1930),
- Henry Baldwin Harrison (1821–1901), Gouverneur du Connecticut
- James Hillhouse (1754–1832),
- J. Aspinwal Hodge (1861–1916),
- James Mason Hoppin (1820–1906), professeur de religion et d'art.
- Leverett Hubbard 1725-1795), soldat, médecin et apothicaire.
- David Humphreys (1752–1818), Aide de Camp du général George Washington
- Charles Roberts Ingersoll (1821–1903), Gouverneur du Connecticut
- Colin Macrae Ingersoll (1819–1903),
- Ralph Isaacs Ingersoll (1789–1872),
- Eli Ives (1779–1861), professeur de médecine.
- Chauncey Jerome (1793–1868), maire de New Haven, horloger.
- Nathaniel Jocelyn (1796–1881), portraitiste et graveur.
- Samuel W. Johnson (1839–1909),

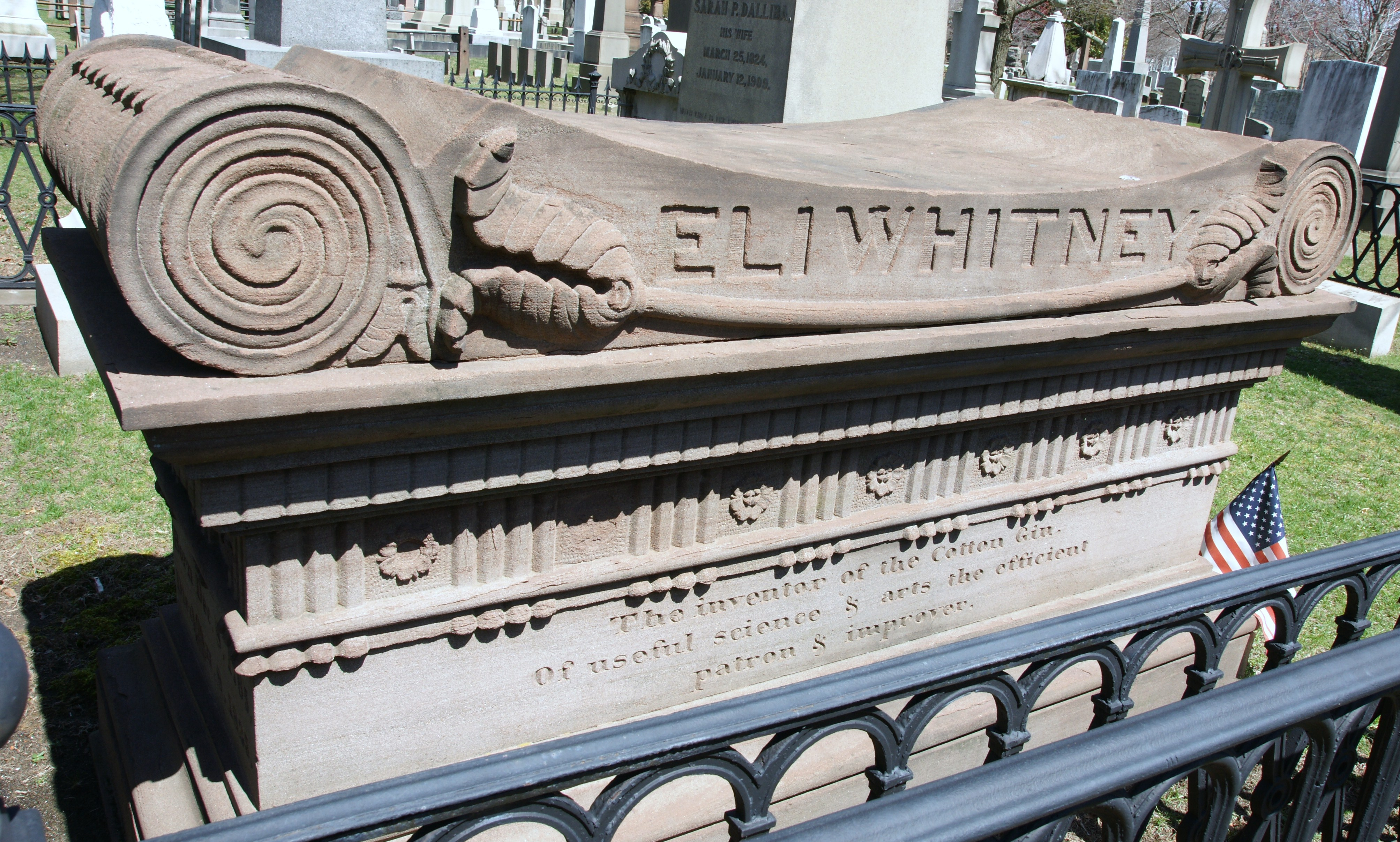
Côté sud du monument à Eli Whitney.

- James Kingsley (1778–1852), professeur d'hébreu, de grec et d'histoire ecclésiastique à Yale.
- John Gamble Kirkwood (1907–1959), chimiste.
- Charlton Miner Lewis (1866–1923),
- Elias Loomis (1811–1889), mathématicien et astronome.
- Daniel Lyman (1718–1788),
- Samuel Mansfield (1717–1775), premier shérif de New Haven.
- Othniel Charles Marsh (1831–1899), paléontologue.
- Henry Czar Merwin (1839–1863), Civil War Union Army Officer tué à la bataille de Gettysburg
- Glenn Miller (Alton G. Miller) cénotaphe -- (1904–1944)—Jazz bandleader, tromboniste.
- Dr. Timothy Mix (1711–1779),
- Jedidiah Morse (1761–1826), ecclésiastique, "Père de la géographie américaine", père de Samuel Morse ;
- Theodore T. Munger (1830–1910), pasteur ;

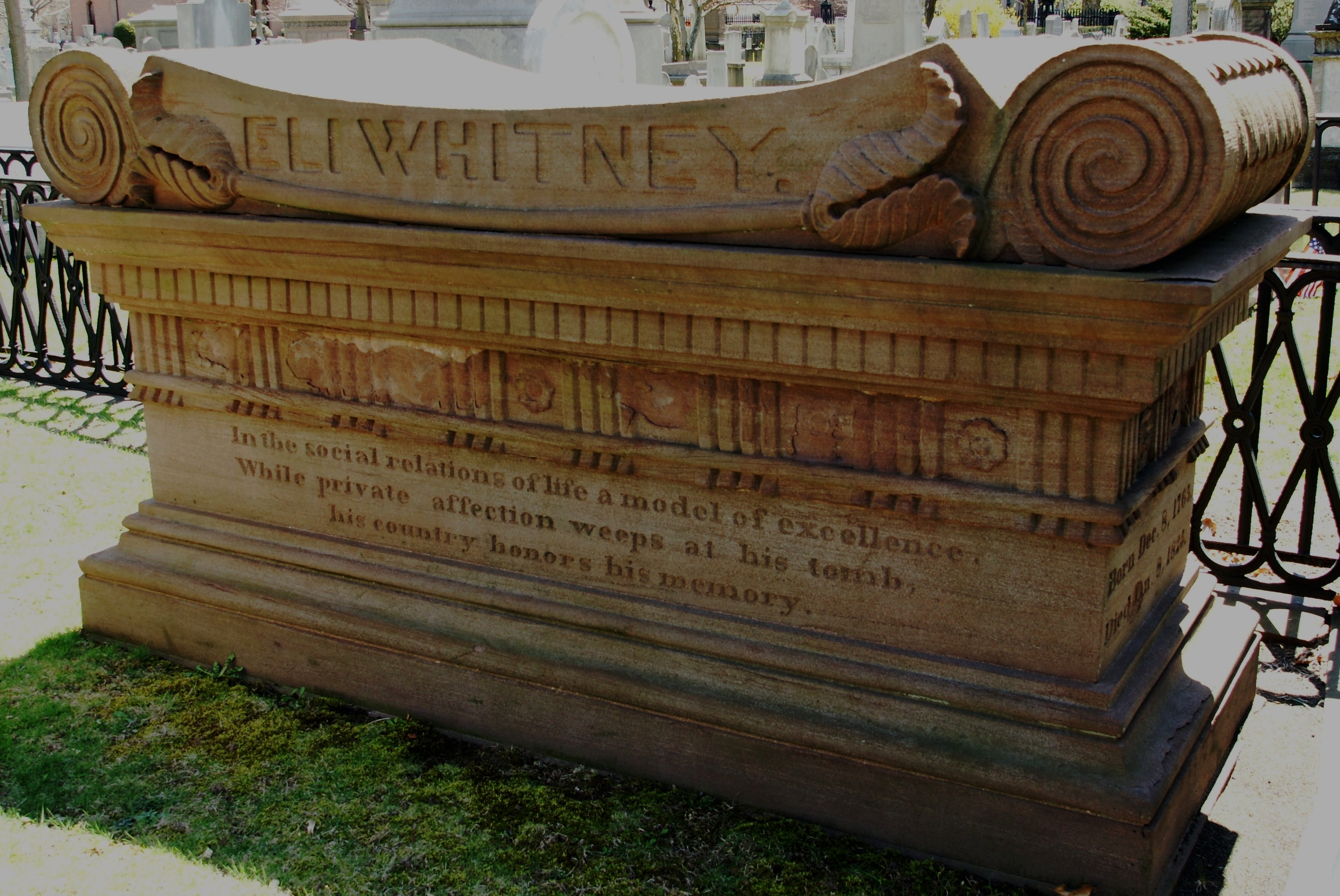
Côté nord du monument à Eli Whitney

- Hubert Anson Newton (1830–1896), météorologue et mathématicien.
- George Henry Nettleton (1874–1959), écrivain.
- Denison Olmsted (1791–1859), professeur de mathématiques et sciences naturelles à Yale. Il identifie l'origine des étoiles filantes (1834). Il est l'un des premiers à voir la comète de Halley en 1835 ;
- Lars Onsager (1903–1976), Prix Nobel de Chimie.
- Jaroslav Pelikan (1923–2006),
- Timothy Pitkin (1766–1847),
- Noah Porter (1811–1892), pasteur, Président de l'université Yale.
- Joel Root (1770–1847), voyageur, auteur.
- Charles Seymour (1885–1963), Président de l'université Yale.
- Joseph Earl Sheffield (1793–1882), marchant, fondateur de la Sheffield Scientific School.
- Roger Sherman (1721–1793),  signataire de la Déclaration d’indépendance, des Articles de la Confédération et de la Constitution des États-Unis.
- Benjamin Silliman (1779–1864),
- Benjamin Silliman Jr. (1816–1885), chimiste et géologue à l'université Yale, le premier à suggérer des utilisations pratiques du pétrole ;
- Aaron Skinner (1800–1858),
- Nathan Smith (1770–1835),
- Ezra Stiles (1727–1795), Président de l'université Yale.
- Henry Randolph Storrs (1787–1837), juriste.
- Titus Street (1786–1842),

- Alfred Terry (1827–1890),

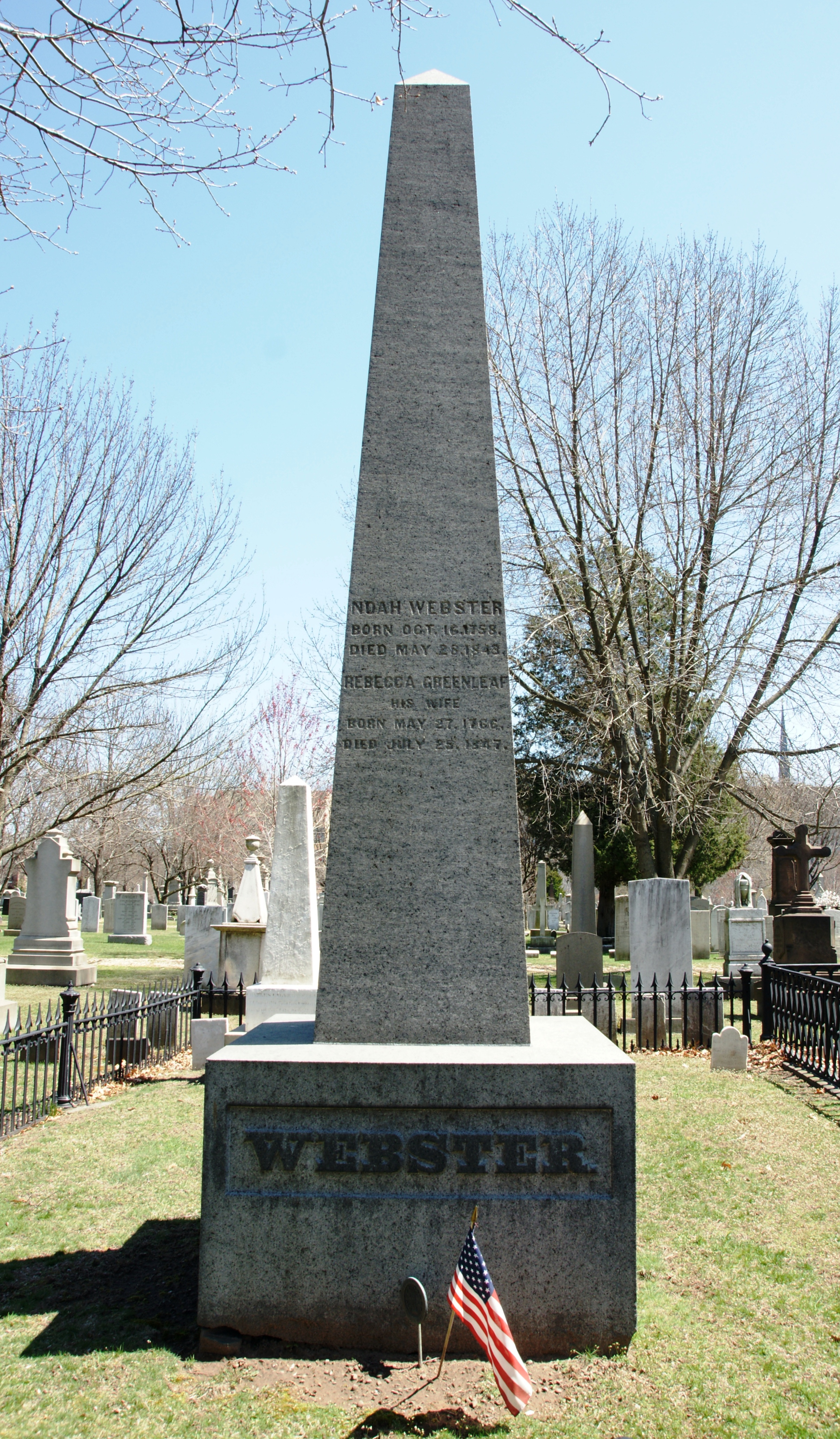
Tombe de Noah Webster

- Ithiel Town (1784–1844), architecte et ingénieur. Inventeur du pont à poutre-treilli ;
- Martha Townsend (1753–1797), premier enterré au Grove Street Cemetery
- William Kneeland Townsend (1849–1907), juriste.
- Henry H. Townshend (1874–1953),
- Timothy Trowbridge (1631–1734),
- Alexander Catlin Twining (1801–1884),
- Noah Webster (1758–1843), lexicographe, éditeur de dictionnaire.
- Nathan Whiting - soldat, colonel au cours de la guerre de Sept Ans.
- Eli Whitney (1765–1825),
- Theodore Winthrop (1828–1861),
- Melancthon Taylor Woolsey (1717–1758),
- Theodore Dwight Woolsey (1812–1889), abolitionniste, Président de l'université Yale.
- David Wooster (1711–1777), enterré à Danbury (Connecticut), mais avec un monument dédié au Grove Street Cemetery[2]. Major-Général, au 7e rang derrière Washington. Mort au combat ;
- Mary Clabaugh Wright (1917–1970), éducatrice et historienne, la première femme avec un engagement complet comme professeur à Yale.